# Lilo Kunkel
Liselotte "Lilo" Kunkel (* 1975 in Karlstadt) ist eine deutsche Organistin und Musikwissenschaftlerin.

## Leben
Lilo Kunkel studierte Kirchenmusik (A) und Musiktheorie bei Zsolt Gárdonyi und Hermann Beyer an der Hochschule für Musik Würzburg. 2003 promovierte sie bei Ulrich Konrad über die Klavierlieder von Max Reger.
Sie lehrt als hauptamtliche Dozentin für Musiktheorie an der Würzburger Musikhochschule. Bei der in den Sommerferien stattfindenden JazzIbb in Ibbenbürener Kirchen führte sie wiederholt Workshops zum Thema „Jazz an der Kirchenorgel“ durch.

## Veröffentlichungen (Auswahl)
- Studien zur Harmonik in Max Regers Klavierliedern
- Acht jazzorientierte Choralvorspiele (Strube)
- The right combination (Bärenreiter)
- Swing twice
- Preludes in Swing
- Play Bach - Play Jazz (ostinato-musikverlag)